# Radio Vaticaan

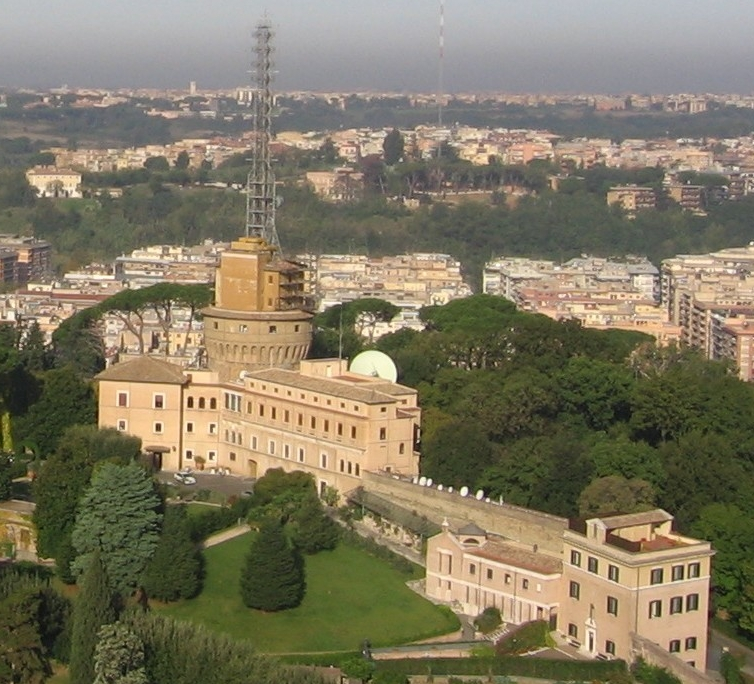
De gebouwen van Radio Vaticaan

Radio Vaticaan is de officiële radiozender van het Vaticaan.
De zender verzorgt uitzendingen in 45 talen. Radio Vaticaan heeft een kleine 400 mensen in dienst uit 59 landen. Het hoofdkwartier van de zender is te vinden in de Vaticaanse tuinen nabij de Vaticaanse Musea.

## Geschiedenis
Vaticaanstad werd in 1929 met het Verdrag van Lateranen een soevereine staat binnen de grenzen van Italië. Datzelfde jaar gaf paus Pius XI de legendarische Italiaanse radiopionier Guglielmo Marconi opdracht een radiozender op Vaticaans grondgebied te bouwen. Op 12 februari 1931 gingen de uitzendingen van start.
Op 27 juni 2015 werd Radio Vaticaan geplaatst onder de jurisdictie van het Secretariaat voor Communicatie.